# 5e législature de la province du Canada

La 5e législature de la province du Canada siégea de 1854 jusqu'en novembre 1857. Les sessions furent tenues à Québec au Canada-Est jusqu'en 1856, puis à Toronto au Canada-Ouest. La dissolution fut annoncée le 28 novembre 1857.

## Élections
Les élections se déroulent du 23 juin 1854 au 10 août 1854.

## Législation
Cette législature adopta un certain nombre de lois importantes, en particulier:
- l'Acte des Municipalités et des Chemins du Bas-Canada (18 Vict., chap. 100) qui est à la base du régime municipal actuel du Québec.
- la loi adoptée en 1855 qui rendit le Conseil législatif électif à compter de l'année suivante.
- l'Acte pour assurer l’audition plus efficace des comptes publics de 1855, qui établit un poste de Vérificateur des comptes publics et qui représentait la première tentative en vue d’introduire la responsabilité financière au gouvernement.

## Dates des sessions
- Première[1] :
  - du 5 septembre au 18 décembre 1854 (première partie),
  - du 23 février au 30 mai 1855 (seconde partie).
- Deuxième: du 15 février au 1er juillet 1856.
- Troisième: du 26 février au 10 juin 1857.

## Représentants de la couronne
- James Bruce, 8e comte d'Elgin, gouv. (5 septembre 1854 — 19 décembre 1854)
- Edmund Walker Head, gouv. (19 décembre 1854 — 28 novembre 1857)

## Président de l'Assemblée
- Louis-Victor Sicotte (5 septembre 1854 — 25 novembre 1857)

## Présidents du Conseil
- John Ross (11 septembre 1854 — 19 avril 1856)
- Étienne-Paschal Taché (19 avril 1856 — 28 novembre 1857)

## Premiers ministres
- Francis Hincks et Augustin-Norbert Morin du début de la législature au 10 septembre 1854[1].
- Allan MacNab et Augustin-Norbert Morin du 11 septembre 1854 au 26 janvier 1855.
- Allan MacNab et Étienne-Paschal Taché du 27 janvier 1855 au 23 mai 1856.
- Étienne-Paschal Taché et John A. Macdonald du 24 mai 1856 au 25 novembre 1857
- John A. Macdonald et George-Étienne Cartier du 26 novembre 1857 à la dissolution

## Députés

### Canada-Est
| Comté                        | Député                         | Parti        |
| ---------------------------- | ------------------------------ | ------------ |
| Argenteuil                   | Sydney Robert Bellingham       | Reformer     |
| Bagot                        | Timothée Brodeur               | Reformer     |
| Beauce                       | Dunbar Ross                    | Rouge        |
| Beauharnois                  | Charles Daoust                 | Rouge        |
| Bellechasse                  | Octave-Cyrille Fortier (1854)  | Bleu         |
| Berthier                     | Pierre-Eustache Dostaler       | Réformiste   |
| Chambly                      | Noël Darche                    | Rouge        |
| Champlain                    | Thomas Marchildon              | Rouge        |
| Châteauguay                  | Jacob De Witt                  | Rouge        |
| Chicoutimi et Tadoussac      | Augustin-Norbert Morin         | Reformer     |
|                              | David Edward Price (1855)      | Conservateur |
| Compton                      | John Sewell Sanborn            | Liberal      |
| Deux-Montagnes               | Jean-Baptiste Daoust           | Réformiste   |
| Dorchester                   | Barthélemy Pouliot             | Réformiste   |
| Drummond—Arthabaska          | Jean-Baptiste-Éric Dorion      | Rouge        |
| Gaspé                        | John Le Boutillier             | Réformiste   |
| Hochelaga                    | Joseph Laporte                 | Réformiste   |
| Huntingdon                   | Robert Brown Somerville        | Indépendant  |
| Iberville                    | Charles Laberge                | Rouge        |
| Jacques-Cartier              | Michel-François Valois         | Rouge        |
| Joliette                     | Joseph-Hilarion Jobin          | Rouge        |
| Kamouraska                   | Jean-Charles Chapais           | Réformiste   |
| Laprairie                    | Thomas-Jean-Jacques Loranger   | Indépendant  |
| L'Assomption                 | Joseph Papin                   | Rouge        |
| Laval                        | Pierre Labelle                 | Bleu         |
| Lévis                        | François-Xavier Lemieux        | Réformiste   |
| L'Islet                      | Charles-François Fournier      | Réformiste   |
| Lotbinière                   | John O'Farrell                 | Modéré       |
| Maskinongé                   | Joseph-Édouard Turcotte        | Réformiste   |
| Mégantic                     | William Rhodes                 | Réformiste   |
| Missisquoi-Est               | James Moir Ferres              | Tory         |
| Missisquoi                   | Hannibal Hodges Whitney        | Réformiste   |
| Montcalm                     | Joseph Dufresne                | Bleu         |
| Montmagny                    | Louis-Napoléon Casault         | Modéré       |
| Montmorency                  | Joseph-Édouard Cauchon         | Réformiste   |
| Montréal                     | Antoine-Aimé Dorion            | Rouge        |
| Montréal                     | John Young                     | Rouge        |
| Nicolet                      | Thomas Fortier                 | Réformiste   |
| Napierville                  | Jacques-Olivier Bureau         | Rouge        |
| Ottawa                       | Alanson Cooke                  | Rouge        |
| Pontiac                      | John Egan                      | Réformiste   |
| Portneuf                     | Joseph-Élie Thibaudeau         | Réformiste   |
| Comté de Québec              | Pierre-Joseph-Olivier Chauveau | Réformiste   |
|                              | François Évanturel (1855)      | Bleu         |
| Ville de Québec              | Jean Chabot                    | Réformiste   |
|                              | Georges-Honoré Simard (1856)   | Bleu         |
| Ville de Québec              | Jean Blanchet                  | Réformiste   |
|                              | George Okill Stuart (1857)     | Conservateur |
| Ville de Québec              | Charles Joseph Alleyn          | Conservateur |
| Richelieu                    | Jean-Baptiste Guévremont       | Modéré       |
| Rimouski                     | Joseph-Charles Taché           | Réformiste   |
|                              | Michel-Guillaume Baby (1857)   | Bleu         |
| Rouville                     | Joseph-Napoléon Poulin         | Réformiste   |
|                              | William Henry Chaffers (1856)  | Rouge        |
| Saguenay                     | Pierre-Gabriel Huot            | Indépendant  |
| Saint-Hyacinthe              | Louis-Victor Sicotte           | Libéral      |
| Saint-Jean                   | François Bourassa              | Rouge        |
| Saint-Maurice                | Louis-Léon Lesieur Desaulniers | Réformiste   |
| Shefford                     | Lewis Thomas Drummond          | Libéral      |
| Sherbrooke                   | Alexander Tilloch Galt         | Indépendant  |
| Comté de Sherbrooke et Wolfe | William Locker Felton          | Conservateur |
| Soulanges                    | Luc-Hyacinthe Masson           | Réformiste   |
| Stanstead                    | Timothy Lee Terrill (1852)     | Modéré       |
| Témiscouata                  | Benjamin Dionne                | Réformiste   |
| Terrebonne                   | Gédéon-Mélasippe Prévost       | Rouge        |
|                              | Louis-Siméon Morin (1857)      | Bleu         |
| Trois-Rivières               | Antoine Polette                | Réformiste   |
| Vaudreuil                    | Jean-Baptiste Mongenais        | Réformiste   |
| Verchères                    | George-Étienne Cartier         | Réformiste   |
| Yamaska                      | Ignace Gill                    | Conservateur |

### Canada-Ouest
| Comté                    | Député                        | Parti        |
| ------------------------ | ----------------------------- | ------------ |
| East Brant               | Daniel McKerlie               | Conservateur |
|                          | David Christie (1855)         | Clear Grit   |
| West Brant               | Herbert Biggar                | Reformer     |
| Brockville               | George Crawford               | Conservateur |
| Bytown                   | Agar Yielding                 | Conservateur |
| Carleton                 | William F Powell              | Conservateur |
| Cornwall                 | Roderick McDonald             | Clear Grit   |
| Dundas                   | John Pliny Crysler            | Conservateur |
| East Durham              | Francis H. Burton             | Conservateur |
| West Durham              | Henry Munro                   | Réformiste   |
| East Elgin               | George Southwick              | Réformiste   |
| West Elgin               | George Macbeth                | Conservateur |
| Essex                    | Arthur Rankin                 | Conservateur |
| Frontenac                | Henry Smith (fils)            | Conservateur |
| Glengarry                | John Sandfield Macdonald      | Clear Grit   |
| Grenville                | William Patrick               | Réformiste   |
| Grey                     | George Jackson                | Réformiste   |
| Haldimand                | William Lyon Mackenzie        | Réformiste   |
| Halton                   | George King Chisholm          | Conservateur |
| Hamilton                 | Allan MacNab                  | Conservateur |
| North Hastings           | Edmund Murney                 | Conservateur |
|                          | George Benjamin (1856)        | Conservateur |
| South Hastings           | Billa Flint                   | Clear Grit   |
| Huron                    | William Cayley                | Tory         |
| Kent                     | Edwin Larwill                 | Conservateur |
| Kingston                 | John A. Macdonald             | Conservateur |
| North Lanark             | Robert Bell                   | Réformiste   |
| South Lanark             | James Shaw                    | Conservateur |
| North Leeds et Grenville | Basil R. Church               | Réformiste   |
| South Leeds              | Jesse Delong                  | Réformiste   |
| Lennox et Addington      | David Roblin                  | Réformiste   |
| Lincoln                  | William Hamilton Merritt      | Clear Grit   |
| London                   | John Wilson                   | Conservateur |
| East Middlesex           | William E. Niles              | Réformiste   |
| West Middlesex           | John Scatcherd                | Clear Grit   |
| Niagara (ville)          | Joseph Curran Morrison        | Réformiste   |
| Norfolk                  | John Rolph                    | Clear Grit   |
| West Northumberland      | Sidney Smith                  | Réformiste   |
| North Ontario            | Joseph Gould                  | Réformiste   |
| South Ontario            | J McV Lumsden                 | Clear Grit   |
| Oxford                   | Donald Matheson               | Conservateur |
| Peel                     | James Cox Aikins              | Clear Grit   |
| Perth                    | Thomas Mayne Daly             | Réformiste   |
| Peterborough             | John Langton                  | Conservateur |
|                          | Wilson Seymour Conger (1856)  | Conservateur |
| Prescott                 | Henry Wellesly McCann         | Conservateur |
| Prince Edward            | David Barker Stevenson        | Conservateur |
| Renfrew                  | Francis Hincks                | Réformiste   |
|                          | John Supple (1856)            |              |
| Russell                  | George Byron Lyon-Fellowes    | Conservateur |
| North Simcoe             | Angus Morrison                | Réformiste   |
| South Simcoe             | William Benjamin Robinson     | Conservateur |
| Stormont                 | William Mattice               | Clear Grit   |
| Toronto                  | John George Bowes             | Conservateur |
| Toronto                  | John Hillyard Cameron         | Conservateur |
| Victoria                 | James Smith                   | Réformiste   |
| North Waterloo           | Michael Hamilton Foley        | Réformiste   |
| South Waterloo           | Robert Ferris                 | Clear Grit   |
| Welland                  | John Fraser                   | Réformiste   |
| North Wellington         | William Clark                 | Conservateur |
| South Wellington         | Adam Johnston Fergusson Blair | Réformiste   |
| North Wentworth          | Robert Spence                 | Indépendant  |
| South Wentworth          | Samuel B Freeman              | Réformiste   |
| East York                | Amos Wright                   | Réformiste   |
| North York               | Joseph Hartman                | Réformiste   |
| South York               | John William Gamble           | Tory         |